# Eirene (malarka)
Eirene, Irene (gr. Ἐιρήνη) – starogrecka malarka, wymieniona przez Pliniusza Starszego w Historii naturalnej (XXXV, 147).
Córka i uczennica malarza Kratinosa, była autorką wizerunku młodej kobiety z Eleusis (puellam, quae est Eleusine): być może chodzi tu o Korę-Persefonę albo obraz związany z jej kultem. Jedna z sześciu artystek starożytności wymienionych u Pliniusza w Historii naturalnej (pozostałe to Timareta, Kalipso, Aristarete, Iaia i Olympia).

## Kontrowersje
Zidentyfikowanie malarek w wykazie podanym przez Pliniusza nie jest jednoznaczne. Tekst ten można odczytywać w ten sposób, że np. Kalipso nie była jedną z nich, lecz nimfą Kalipso będącą tematem obrazu Irene. W tym przypadku obrazami stworzonymi przez Irene byłyby także rzekome dzieła Kalipso, a więc obraz przedstawiający starca (to miejsce tekstu także wątpliwe), przedstawiający kuglarza Teodora oraz tancerza Alkistenesa. W Delfach odnaleziono inskrypcję wymieniającą tancerza Alkistenesa, powstałą po 279 roku p.n.e. Jeśli to Irene, a nie Kalipso, była autorką wizerunku Alkistenesa, umożliwiałoby to określenie okresu jej czynności artystycznej. Poza tym jednak działalności Irene i jej ojca Kratinosa różnie datowano – od V aż po II wiek p.n.e.
Irene opisał Giovanni Boccaccio w łacińskim zbiorze biogramów Sławne kobiety (De mulieribus claris). Biogramy wymienionych przez Pliniusza malarek (w tym Irene) zawiera także Le livre de la cité des dames Christine de Pisan.